# 脫氧腺苷二磷酸
去氧腺苷二磷酸（Deoxyadenosine diphosphate，dADP）是一種與腺苷二磷酸相似的核苷酸，在五碳醣2號碳上的-OH基被氫原子取代。含有兩個磷酸根、一個鹼基腺嘌呤，以及五碳糖。

## 参阅
- 辅因子
- 鳥苷（Guanosine）
- 环腺苷酸（cAMP）

### 核糖核苷酸
| 單磷酸腺苷 AMP | 二磷酸腺苷 ADP | 三磷酸腺苷 ATP |
| 單磷酸鳥苷 GMP | 二磷酸鳥苷 GDP | 三磷酸鳥苷 GTP |
| 單磷酸胸苷 TMP | 二磷酸胸苷 TDP | 三磷酸胸苷 TTP |
| 单磷酸尿苷 UMP | 二磷酸尿苷 UDP | 三磷酸尿苷 UTP |
| 單磷酸胞苷 CMP | 二磷酸胞苷 CDP | 三磷酸胞苷 CTP |

### 脫氧核糖核苷酸
| 單磷酸脫氧腺苷 dAMP | 二磷酸脫氧腺苷 dADP | 三磷酸脫氧腺苷 dATP |
| 單磷酸脫氧鳥苷 dGMP | 二磷酸脫氧鳥苷 dGDP | 三磷酸脫氧鳥苷 dGTP |
| 單磷酸脱氧胸苷 dTMP | 二磷酸脱氧胸苷 dTDP | 三磷酸脱氧胸苷 dTTP |
| 單磷酸脫氧尿苷 dUMP | 二磷酸脫氧尿苷 dUDP | 三磷酸脫氧尿苷 dUTP |
| 單磷酸脫氧胞苷 dCMP | 二磷酸脫氧胞苷 dCDP | 三磷酸脫氧胞苷 dCTP |